# Глогувецко-Прудницкое княжество
Глогувецко-Прудницкое княжество или герцогство Клайн Глогау (Обеглогау) (пол. Księstwo głogówecko-prudnickie, нем. Herzogtum Klein Glogau und Prudnik) — одно из Силезских княжеств со столицей в городе Глогувеке.
В 1424 году умерла Евфимия Мазовецкая, вдова князя Опольского Владислава Опольчика. По завещанию мужа, на правах вдовьего удела, она владела городом Глогувек с окрестностями. Ее наследниками стали братья князья Болеслав IV Опольский и Бернард Немодлинский. Четырьмя годами ранее они также унаследовали Прудницкое княжество после другой вдовы, Катарины Опольской. Братья договорились объединить обе территории в самостоятельное Глогувецко-Прудницкое княжество и наделить им сына Болеслава IV Болеслава V Гусита.
В 1428 году Силезия подверглась вторжению отрядов чешских гуситов. Под Глогувеком, столицей княжества, появилось гуситское войско. Молодой князь, находившийся тогда в Гливице, впустил гуситов в город, желая не только избежать уничтожения своего княжества, но и разбогатеть за счет секуляризации церковного собственности (одним из первых его действий было прекращение строительства коллегиальной церкви в Глогувеке, начатого его отцом Болеславом IV). Болеслав V присягнул гуситам и присоединился к ним, направив на помощь гуситам свои отряды. Присоединение князя Болеслава V к гуситам произошло не только по материальным, но и по идеологическим причинам. В молодости Болеслав учился в Пражском университете, где проникся социальными и религиозными взглядами Яна Гуса. В том же году Болеслав V Гусита захватил все имущество католической церкви в своём княжестве.
В 1429 году Болеслав V при поддержке гуситов присоединил к своим владениям соседнее Ныское княжество, принадлежавшее Вроцлавской епархии. В следующем 1430 году Болеслав V Гусита вместе со своими союзниками вынудил польские войска отступить в Ясную Гору, ставшую новой силезско-польской границей. Он также попытался отобрать отдельные территории у Бжегского княжества: Намыслув смог отбить его нападение благодаря помощи жителей Вроцлава, а Ключборк Болеславу V удалось захватить. В последующие годы князь Болеслав V Гусита завладел большей части территорий Верхней Силезии и части Нижней Силезии. В своих действиях Болеслав V пользовался помощью своих ближайших родственников — отца, князя Болеслава IV Опольского, и дяди, князя Бернарда Немодлинского. Но удача отвернулась от Болеслава V Гуситы в 1433 году, когда он потерпел поражение в битве под Тшебницей от князя Микулаша V Крновского. Несмотря на это поражение, Болеслав V до конца своей жизни смог удержать большую часть секуляризованного церковного имущества. В 1443 году за свои поступки князь Болеслав V был наказан отлучением от церкви.
29 мая 1460 года князь-еретик Болеслав V Гусита скончался в любимом им Глогувеке и был похоронен в местном костёле францисканцев, Так как выживших детей у него не было, все его владения унаследовал младший брат, князь Николай I Опольский. Глогувецко-Прудницкое княжество вошло в состав Опольского княжества.